# لسپدزا دورنگ
لسپدزا دورنگ (نام علمی: Lespedeza bicolor) نام یک گونه از تیره باقلاییان است.